# Liquid Glass
Liquid Glass je grafické uživatelské rozhraní a designový jazyk vyvinutý společností Apple, poprvé představený 9. června 2025 na výroční konferenci WWDC 2025. Slouží jako jednotný vizuální styl napříč operačními systémy Applu, včetně iOS 26, iPadOS 26, macOS Tahoe, watchOS 26, tvOS 26 a visionOS.

## Principy
Podle oficiální dokumentace Apple je Liquid Glass „dynamický materiál, který kombinuje optické vlastnosti skla s tekutým pohybem“. Design se opírá o princip hierarchie mezi obsahem a ovládacími prvky – prvky rozhraní jsou částečně průsvitné, reagují na pozadí a mění průhlednost podle světelných podmínek i obsahu pod nimi.[ve zdroji nenalezeno]
Grafické prvky nového designu využívají lomy světla a efekt tzv. glass morphism, který je přirovnáván k jemnějšímu, technicky pokročilejšímu pokračování efektů známých z rozhraní Windows Aero.
Craig Federighi, viceprezident Applu, pro TechRadar uvedl, že tým designérů testoval různé průhlednosti a optické materiály i v rámci fyzických prototypů, aby digitální efekty odpovídaly reálnému sklu.

## Nasazení
Liquid Glass je nasazován napříč systémem iOS 26 – nahradil starší prvky z iOS 18, jako jsou tlačítka, přepínače, lišty, upozornění a další komponenty uživatelského rozhraní. Objevuje se také v domovské obrazovce, nativních aplikacích Applu i v aplikacích třetích stran.
Design byl inspirován dřívějšími vizuálními jazyky Applu, jako byly Aqua z macOS, rozostření v iOS 7 nebo Dynamic Island z iPhone 14 Pro.

## Přijetí
Reakce na Liquid Glass byly smíšené. Média jako The Verge a USA Today upozornila na estetickou přitažlivost, ale zároveň zmiňovala problémy s čitelností textu na průsvitném pozadí, zejména v náročných světelných podmínkách. Recenze na TechCrunch uváděla, že nový styl má „wow efekt“, ale vyžaduje doladění, pokud jde o přístupnost a konzistenci napříč aplikacemi.
Designéři oslovení magazínem Wired upozornili, že i když Apple dosáhl vysoké vizuální úrovně, nový styl může odvádět pozornost od obsahu a být náročný pro menší vývojářské týmy, které se budou snažit vizuální standardy napodobit.
Někteří komentátoři srovnávali Liquid Glass s rozhraním Windows Vista a přirovnávali jej k jeho estetickému nástupci, ovšem s podstatně sofistikovanějším technickým zpracováním.
V českém prostředí se objevily i úvahy o možném návratu kompaktnějších zařízení, jako je iPhone mini, právě díky designovému stylu Liquid Glass. Například komentář na webu Dodlane.cz upozornil, že nový vizuální jazyk může přispět k lepší prostorové efektivitě.